# Fronteira Eslováquia–Hungria
A fronteira entre a Eslováquia e a Hungria, é uma linha de 677 km de extensão, sentido oeste-leste, que separa o sul da Eslováquia do território da Hungria. No oeste, próximo a Bratislava (capital eslovaca), a fronteira tem seu ponto tríplice, dos dois países com o leste da Áustria, no rio Morava. Daí segue sinuosamente para o leste-norte, passando por cerca de 60 km ao longo do rio Danúbio nas proximidades da cidade eslovaca de Komárno e da húngara de Gyor. Segue no rumo leste, passa próxima a Kosice, no rio Hornad, até chegar até outra fronteira tripla, a das duas nações com a Ucrânia.
Separa as regiões eslovacas ("krai") de Bratislava, Trnava, Nitra, Banská Bystrica, Košice dos condados ("megye") húngaros de Győr-Moson-Sopron, Komárom-Esztergom, Pest, Nógrád, Borsod-Abaúj-Zemplén. 
Desde o colapso do Império Austro-Húngaro em 1918 (no fim da Primeira Grande Guerra), as duas das nações daí resultantes, Hungria e Tchecoslováquia, tiveram suas fronteiras definidas. 
A fronteira foi confirmada pelo Tratado de Trianon em 1920. Foi modificada pela Primeira Arbitragem de Viena em 2 de novembro de 1938 a favor da Hungria. Em 14 de março de 1939, a República Eslovaca tomou o lugar da Segunda República Checoslovaca e declarou a sua independência. 

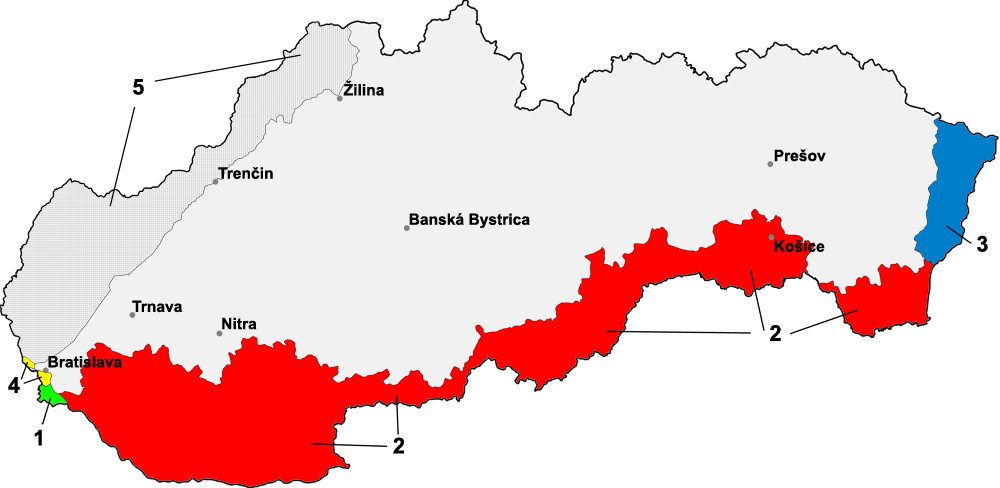
Modificações da fronteira da Eslováquia durante a Segunda Guerra Mundial
1 e 4: zonas cedidas à Alemanha
2 Zonas cedidas à Hungria após a primeira arbitragem de Viena
3 Zonas cedidas à Hungria após a guerra de março de 1939

Após uma curta guerra entre os dois países entre 23 de março e 31 de março de 1939, que se saldou por uma vitória tática das tropas húngaras, a fronteira foi novamente modificada em 4 de abril de 1939. A Eslováquia perdeu 1697 km², 69 930 habitantes e 78 comunas no leste do território nas proximidades de Stakčín e Sobrance.
Em 1945, os Aliados vitoriosos reintegraram na Terceira República Checoslovaca os territórios anexados pela Hungria em 1938 e 1939.
A individualização da atual fronteira húngaro-eslovaca veio com a dissolução da Checoslováquia em 1992.